# Tercera Federación - Grupo XVIII 2022-23
La temporada 2022-23 del Grupo XVIII de la Tercera Federación de fútbol comenzó el 11 de septiembre de 2022 y finalizó el 23 de abril de 2023. Posteriormente se disputa la promoción de ascenso entre el 30 de abril y el 21 de mayo en su fase territorial, y para finalizar en su fase nacional entre el 28 de mayo y el 4 de junio. Durante esta campaña es el quinto nivel de las Ligas de fútbol de España para los clubes de Castilla-La Mancha, por debajo de la Segunda Federación y por encima de la Primera Autonómica Preferente de Castilla-La Mancha. Se trata de la segunda edición tras la restructuración de las categorías no profesionales por parte de la RFEF a causa de la pandemia global causada por el Coronavirus; y es la quinta categoría a nivel nacional.

## Sistema de competición
Participan dieciséis clubes encuadrados en un único grupo. Se enfrentan todos contra todos en dos ocasiones -una en campo propio y otra en campo contrario- durante un total de 30 jornadas. El orden de los encuentros se decide por sorteo antes de empezar la competición. La Federación de Fútbol de Castilla-La Mancha es la responsable de designar las fechas de los partidos y los árbitros de cada encuentro, reservando al equipo local la potestad de fijar el horario exacto de cada encuentro.
Una vez finalizada la competición, el primer clasificado asciende directamente a Segunda Federación y se proclama campeón de Tercera Federación.
Los clasificados entre el segundo y el quinto lugar disputan un Play Off territorial en formato de eliminatorias a doble partido ida y vuelta. En caso de empate el vencedor de la eliminatoria es el equipo mejor clasificado. El equipo vencedor de este Play Off se clasifica a la Promoción de ascenso a Segunda Federación que tiene carácter de final interterritorial.
Los tres últimos clasificados descendían directamente a Primera Autonómica Preferente de Castilla-La Mancha; pero en el mes de mayo y una vez finalizada la temporada se anunció el acuerdo de la ampliación de la categoría, pasando de dieciséis a dieciocho equipos en cada uno de los grupos de Tercera Federación. En el mes de junio la RFEF lo confirmó en una circular, anunciando que las dos plazas vacantes deben ser propuestas por las federaciones territoriales y aprobadas por la RFEF, amparándose en los artículos 119 y 217 del Reglamento General en los que se da prioridad a los equipos que hayan ocupado puestos de descenso en esta categoría.

## Ascensos y descensos
| Pos. | Ascendidos a 2ª Federación |
| ---- | -------------------------- |
| 1º   | C. D. Guadalajara          |

| Pos. | Descendidos de 2.ª División RFEF |
| ---- | -------------------------------- |
| 16º  | C. D. Marchamalo                 |
| 17º  | Calvo Sotelo Puertollano C. F.   |
| 18º  | C. D. Toledo                     |

| Pos.  | Acendidos de Primera Autonómica Preferente |
| ----- | ------------------------------------------ |
| 1º G1 | C. F. La Solana                            |
| 1º G2 | C. F. Talavera de la Reina "B"             |
| 2º G1 | C. D. Atlético Tomelloso                   |

| Pos. | Descendidos a Primera Autonómica Preferente |
| ---- | ------------------------------------------- |
| 12.º | Atlético Albacete                           |
| 13.º | U. D. Almansa                               |
| 14.º | C. D. Huracán de Balazote                   |
| 15.º | A. D. San Clemente                          |
| 16.º | C. D. Miguelturreño                         |
| 17.º | A. D. Hogar Alcarreño                       |
| 18.º | La Roda C. F.                               |

## Equipos

### Listado de equipos
| Equipo                            | Localidad               | Estadio                      | Capacidad |
| --------------------------------- | ----------------------- | ---------------------------- | --------- |
| C. D. Atlético Tomelloso          | Tomelloso               | Municipal Paco Gálvez        | 4.000     |
| C. D. Azuqueca                    | Azuqueca de Henares     | San Miguel                   | 2.000     |
| Calvo Sotelo de Puertollano C. F. | Puertollano             | El Cerrú                     | 8.240     |
| U. B. Conquense                   | Cuenca                  | La Fuensanta                 | 6.700     |
| C. D. Illescas                    | Illescas                | Municipal de Illescas        | 1.000     |
| C. F. La Solana                   | La Solana               | La Moheda                    | 2.000     |
| C. D. Manchego Ciudad Real        | Ciudad Real             | Rey Juan Carlos I            | 2.200     |
| C. D. Marchamalo                  | Marchamalo              | La Solana                    | 2.000     |
| C. D. Quintanar del Rey           | Quintanar del Rey       | San Marcos                   | 2.800     |
| C. F. Talavera de la Reina "B"    | Talavera de la Reina    | El Prado                     | 4.200     |
| C. D. Tarancón                    | Tarancón                | Municipal de Tarancón        | 1.500     |
| C. D. Toledo                      | Toledo                  | Salto del Caballo            | 5.500     |
| C. D. Torrijos                    | Torrijos                | Municipal San Francisco      | 2.500     |
| C. D. Villacañas                  | Villacañas              | Las Pirámides                | 2.000     |
| C. P. Villarrobledo               | Villarrobledo           | Campo Nuevo Municipal        | 1.000     |
| Villarrubia C. F.                 | Villarrubia de los Ojos | Nuestra Señora de la Caridad | 5.500     |

| At. Tomelloso Azuqueca Calvo Sotelo Conquense Illescas La Solana Manchego Marchamalo Quintanar Talavera de la Reina "B" Tarancón Toledo Torrijos Villacañas Villarrobledo Villarrubia |

### Equipos por Provincia
| N.º | Provincia   | Equipos                                                                         |
| --- | ----------- | ------------------------------------------------------------------------------- |
| 5   | Ciudad Real | Atlético Tomelloso, Calvo Sotelo, La Solana, Manchego Ciudad Real y Villarrubia |
| 5   | Toledo      | Illescas, Talavera de la Reina "B", Toledo, Torrijos y Villacañas               |
| 3   | Cuenca      | Conquense, Quintanar del Rey y Tarancón                                         |
| 2   | Guadalajara | Azuqueca y Marchamalo                                                           |
| 1   | Albacete    | Villarrobledo                                                                   |

## Clasificación
| Pos. | Equipo                             | Pts. | PJ | G  | E  | P  | GF | GC | Dif. |                                                                |
| ---- | ---------------------------------- | ---- | -- | -- | -- | -- | -- | -- | ---- | -------------------------------------------------------------- |
| 1    | C. D. Manchego Ciudad Real (A, C)  | 62   | 30 | 17 | 11 | 2  | 43 | 14 | +29  | Ascenso a Segunda Federación y Copa del Rey                    |
| 2    | C. D. Illescas (A)                 | 52   | 30 | 14 | 10 | 6  | 43 | 22 | +21  | Acceso a Promoción de Ascenso a Segunda Federación y Copa RFEF |
| 3    | C. D. Quintanar del Rey            | 50   | 30 | 14 | 8  | 8  | 46 | 28 | +18  | Play-Offs Ascenso a Segunda Federación                         |
| 4    | Calvo Sotelo de Puertollano C. F.  | 46   | 30 | 12 | 10 | 8  | 39 | 27 | +12  | Play-Offs Ascenso a Segunda Federación                         |
| 5    | Villarrubia C. F.                  | 46   | 30 | 11 | 13 | 6  | 34 | 25 | +9   | Play-Offs Ascenso a Segunda Federación                         |
| 6    | U. B. Conquense                    | 45   | 30 | 11 | 12 | 7  | 26 | 15 | +11  |                                                                |
| 7    | C. D. Villacañas                   | 43   | 30 | 12 | 7  | 11 | 36 | 36 | 0    |                                                                |
| 8    | C. D. Toledo                       | 41   | 30 | 11 | 8  | 11 | 29 | 33 | −4   |                                                                |
| 9    | C. D. Torrijos                     | 41   | 30 | 11 | 8  | 11 | 36 | 30 | +6   |                                                                |
| 10   | C. D. Marchamalo                   | 40   | 30 | 10 | 10 | 10 | 36 | 37 | −1   |                                                                |
| 11   | C. D. Tarancón                     | 38   | 30 | 9  | 11 | 10 | 40 | 40 | 0    |                                                                |
| 12   | C. D. Azuqueca                     | 38   | 30 | 8  | 14 | 8  | 40 | 43 | −3   |                                                                |
| 13   | C. P. Villarrobledo                | 35   | 30 | 8  | 11 | 11 | 28 | 32 | −4   |                                                                |
| 14   | C. F. La Solana                    | 27   | 30 | 5  | 12 | 13 | 25 | 52 | −27  |                                                                |
| 15   | C. D. Atlético Tomelloso           | 25   | 30 | 6  | 7  | 17 | 24 | 54 | −30  |                                                                |
| 16   | C. F. Talavera de la Reina "B" (D) | 11   | 30 | 1  | 8  | 21 | 23 | 60 | −37  | Descenso a Primera Autonómica Preferente                       |

Actualizado a los partidos jugados el 23 de abril de 2023.
 Fuente: Resultados Fútbol

## Resultados
| Local \ Visitante                 | ATT | AZU | CAL | CON | ILL | LAS | MAN | MAR | QUI | TAL | TAR | TOL | TOR | VIL | VRO | VRU |
| --------------------------------- | --- | --- | --- | --- | --- | --- | --- | --- | --- | --- | --- | --- | --- | --- | --- | --- |
| C. D. Atlético Tomelloso          | —   | 0–1 | 3–2 | 2–1 | 0–2 | 1–1 | 1–2 | 0–1 | 2–4 | 1–0 | 2–1 | 0–2 | 1–0 | 0–2 | 2–2 | 1–2 |
| C. D. Azuqueca                    | 1–1 | —   | 2–0 | 3–1 | 1–1 | 3–3 | 1–1 | 0–0 | 2–2 | 6–3 | 3–4 | 0–0 | 1–1 | 1–4 | 2–1 | 3–2 |
| Calvo Sotelo de Puertollano C. F. | 4–0 | 0–0 | —   | 0–0 | 2–1 | 4–0 | 1–3 | 4–0 | 0–4 | 1–0 | 0–2 | 0–0 | 0–1 | 2–0 | 2–0 | 1–0 |
| U. B. Conquense                   | 0–0 | 0–0 | 1–0 | —   | 2–0 | 0–0 | 1–1 | 0–0 | 0–0 | 2–0 | 1–2 | 1–0 | 0–0 | 0–1 | 1–0 | 0–0 |
| C. D. Illescas                    | 1–0 | 1–3 | 0–0 | 0–0 | —   | 3–0 | 0–0 | 5–1 | 3–1 | 2–0 | 1–1 | 5–1 | 1–0 | 1–0 | 2–0 | 2–0 |
| C. F. La Solana                   | 3–1 | 0–0 | 0–3 | 0–4 | 0–4 | —   | 0–1 | 1–0 | 2–3 | 2–0 | 2–2 | 1–2 | 0–1 | 0–2 | 1–0 | 0–0 |
| C. D. Manchego Ciudad Real        | 3–0 | 3–0 | 1–1 | 1–0 | 1–0 | 5–0 | —   | 3–1 | 2–0 | 1–0 | 2–0 | 2–0 | 1–0 | 0–0 | 1–1 | 3–0 |
| C. D. Marchamalo                  | 4–1 | 2–0 | 1–1 | 0–2 | 2–3 | 0–0 | 3–1 | —   | 2–2 | 4–0 | 1–2 | 0–1 | 1–1 | 3–2 | 0–0 | 2–1 |
| C. D. Quintanar del Rey           | 1–2 | 3–0 | 0–0 | 0–0 | 1–2 | 4–0 | 0–0 | 3–1 | —   | 1–0 | 3–0 | 3–1 | 2–1 | 0–0 | 1–2 | 0–0 |
| C. F. Talavera de la Reina "B"    | 1–1 | 0–2 | 1–1 | 1–1 | 0–0 | 1–2 | 0–1 | 0–1 | 0–1 | —   | 2–3 | 2–2 | 2–2 | 2–3 | 0–0 | 0–3 |
| C. D. Tarancón                    | 1–1 | 2–2 | 1–1 | 0–2 | 1–1 | 2–2 | 1–1 | 2–0 | 0–1 | 1–2 | —   | 2–0 | 2–3 | 4–1 | 2–2 | 0–0 |
| C. D. Toledo                      | 4–1 | 2–0 | 1–2 | 0–3 | 2–0 | 1–1 | 1–1 | 0–0 | 0–3 | 2–1 | 0–0 | —   | 1–0 | 1–0 | 2–0 | 1–0 |
| C. D. Torrijos                    | 3–0 | 2–1 | 0–1 | 1–0 | 2–1 | 1–1 | 2–1 | 0–3 | 3–1 | 4–0 | 0–1 | 1–1 | —   | 3–0 | 1–1 | 1–2 |
| C. D. Villacañas                  | 3–0 | 1–1 | 3–2 | 0–1 | 0–0 | 1–0 | 0–1 | 1–1 | 0–2 | 5–4 | 1–0 | 1–0 | 1–0 | —   | 2–4 | 0–1 |
| C. P. Villarrobledo               | 2–0 | 2–0 | 1–3 | 0–1 | 0–0 | 2–2 | 0–0 | 0–1 | 1–0 | 1–1 | 1–0 | 1–0 | 3–2 | 0–0 | —   | 0–1 |
| Villarrubia C. F.                 | 0–0 | 1–1 | 1–1 | 3–1 | 1–1 | 1–1 | 0–0 | 1–1 | 2–0 | 4–0 | 2–1 | 2–1 | 0–0 | 2–2 | 2–1 | —   |

## Play Off de Ascenso a Segunda Federación
|  | Semifinales                       | Semifinales                     | Semifinales                     |   |                | Final                   | Final                   | Final                   |  |
|  | 30 de abril y 7 de mayo de 2023   | 30 de abril y 7 de mayo de 2023 | 30 de abril y 7 de mayo de 2023 |   |                | 14 y 21 de mayo de 2023 | 14 y 21 de mayo de 2023 | 14 y 21 de mayo de 2023 |  |
|  |                                   |                                 |                                 |   |                |                         |                         |                         |  |
|  |                                   |                                 |                                 |   |                |                         |                         |                         |  |
|  | C. D. Illescas                    | 1                               | 0                               |   |                |                         |                         |                         |  |
|  | C. D. Illescas                    | 1                               | 0                               |   |                |                         |                         |                         |  |
|  | Villarrubia C. F.                 | 0                               | 0                               |   |                |                         |                         |                         |  |
|  | Villarrubia C. F.                 | 0                               | 0                               |   | C. D. Illescas | 3                       | 2                       |                         |  |
|  |                                   |                                 |                                 |   | C. D. Illescas | 3                       | 2                       |                         |  |
|  |                                   |                                 | C. D. Quintanar del Rey         | 2 | 0              |                         |                         |                         |  |
|  | C. D. Quintanar del Rey           | 1                               | C. D. Quintanar del Rey         | 2 | 0              | 1                       |                         |                         |  |
|  | C. D. Quintanar del Rey           | 1                               |                                 |   |                | 1                       |                         |                         |  |
|  | Calvo Sotelo de Puertollano C. F. | 1                               | 0                               |   |                |                         |                         |                         |  |
|  | Calvo Sotelo de Puertollano C. F. | 1                               | 0                               |   |                |                         |                         |                         |  |
|  |                                   |                                 |                                 |   |                |                         |                         |                         |  |

## Clasificado a la Copa del Rey
| Bandera de Castilla-La Mancha |
| C. D. Manchego Ciudad Real    |
| 1º Puesto                     |

Nota: Hay posibilidad de que el subcampeón se clasifique a la Copa del Rey si no es un equipo filial.